# Tryssaturopsis asopos
Tryssaturopsis asopos är en kvalsterart som beskrevs av Cook 1983. Tryssaturopsis asopos ingår i släktet Tryssaturopsis och familjen Aturidae. Inga underarter finns listade i Catalogue of Life.